# III. třída okresu Vsetín
III. třída okresu Vsetín (též zvaná jako Okresní soutěž – okres Vsetín) je 9. nejvyšší fotbalovou soutěží v republice.

## Vítězové

### III. třída okresu Vsetín
| Ročník    | Vítězný tým          |
| --------- | -------------------- |
| 1998/1999 | Sport Karolinka      |
| 1999–2003 | ?                    |
| 2003/2004 | TJ Sokol Hošťálková  |
| 2004/2005 | SK Hrachovec „B“     |
| 2005/2006 | TJ Tatran Janová     |
| 2006/2007 | TJ Sokol Choryně „B“ |
| 2007/2008 | FC Vsetín „B“        |
| 2008/2009 | TJ Sokol Huslenky    |
| 2009/2010 | SK Hrachovec „B“     |
| 2010/2011 | FC Dolní Bečva „B“   |
| 2011/2012 | TJ Jiskra Krhová     |
| 2012/2013 | TJ Sokol Huslenky    |
| 2013/2014 | TJ Sokol Bynina      |
| 2014/2015 | FC Semetín           |
| 2015/2016 | TJ Jiskra Krhová     |
| 2016/2017 | TJ Sokol Hošťálková  |
| 2017/2018 | FK Jablůnka          |
| 2018/2019 |                      |